# Смърфовете (филм)
„Смърфовете“ (на английски: The Smurfs) е американска комедия от 2011 г. под режисурата на Раджа Госнел. Филмът е с участието на Алън Къминг, Кейти Пери, Би Джей Новак, Пол Рубенс, Джонатан Уинтърс, Джордж Лопес, Антон Йелчин, София Вергара, Фред Армисън, Джон Оливър, Ханк Азария, Нийл Патрик Харис, Джейма Мейс и други. Филмът излиза на екран от 29 юли 2011 г. в САЩ, а в България – на 18 август 2011 г.

## Синхронен дублаж

### Озвучаващи артисти
| Роля               | Изпълнител        | Български дублаж        |
| ------------------ | ----------------- | ----------------------- |
| Гаргамел           | Ханк Азария       | Георги Спасов           |
| Непохватният Смърф | Антон Йелчин      | Живко Джуранов          |
| Татко Смърф        | Джонатан Уинтърс  | Сава Пиперов            |
| Смърфиета          | Кейти Пери        | Поли Генова             |
| Очилатият Смърф    | Фред Армисън      | Атанас Бончев           |
| Смърфът Мърморко   | Джордж Лопес      | Робин Кафалиев          |
| Храбрият Смърф     | Алън Къминг       | Йордан Господинов-Дачко |
| Патрик Уинслоу     | Нийл Патрик Харис | Иван Петков             |
| Грейс              | Джейма Мейс       | Здрава Каменова         |
| Разказвач          | Том Кейн          | Васил Стойчев           |

### Допълнителни дубльори
| Анатолий Божинов |
| Атанас Сребрев   |
| Василка Сугарева |
| Георги Стоянов   |
| Петър Бонев      |
| Светлана Смолева |
| Стоян Цветков    |

### Екип
| Обработка | Александра Аудио |
| --------- | ---------------- |